# Bellburns
Bellburns is een gemeente (town) in de Canadese provincie Newfoundland en Labrador.

## Geschiedenis
In 1969 werd het dorp een gemeente met de status van local government community (LGC). In 1980 werden LGC's op basis van de Municipalities Act als bestuursvorm afgeschaft. De gemeente werd daarop automatisch een community om een aantal jaren later uiteindelijk een town te worden.

## Geografie
De gemeente ligt aan de westkust van het Great Northern Peninsula in het noordwesten van het eiland Newfoundland. Bellburns is bereikbaar via provinciale route 430.

## Demografie
Demografisch gezien is Bellburns, net zoals de meeste kleine dorpen op Newfoundland, aan het krimpen. Tussen 1991 en 2021 daalde de bevolkingsomvang van 123 naar 52. Dat komt neer op een daling van 71 inwoners (-57,7%) in dertig jaar tijd.
| Demografische ontwikkeling van Bellburns tussen 1991 en 2021    |
| --------------------------------------------------------------- |
|                                                                 |
| Bron: Statistics Canada (1991–1996, 2001–2006, 2011–2016, 2021) |